# Epicauta ruficeps
Epicauta ruficeps là một loài bọ cánh cứng trong họ Meloidae. Loài này được Illiger in in Wiedemeyer miêu tả khoa học năm 1800.